# Confuciustempel van Kaohsiung
De Confuciustempel van Kaohsiung is een ter nagedachtenis aan Confucius opgerichte tempel in de Taiwanese stad Kaohsiung. Het is de grootste confuciustempel (167 m²) van het land.

## Geschiedenis
De oorspronkelijke tempel werd opgericht in 1684, tijdens de regeerperiode van keizer Kangxi. Tijdens de Japanse heerschappij (1895-1945) raakte het complex in verval.
In 1976 werd een nieuwe tempel geopend op de noordwestelijke hoek van de Lotusvijver. Het ontwerp van die tempel was gebaseerd op de architectuur van de Song-dynastie en de confuciustempel van Qufu in China.